# Enigma (musikgrupp)
Enigma är ett tyskt musikprojekt som startades 1990 av Michael Cretu, David Fairstein och Frank Peterson.

## Historik
Enigma fick sitt genombrott 1990 med första singeln "Sadeness" (stavas med e eftersom titeln syftar på Marquis de Sade) som erövrade topplistornas förstaplatser över hela världen. Moderna dansrytmer kombinerat med gregoriansk sång, andlighet, panflöjter och sexuella inslag blev en het fluga inom new age.
Michael Cretu har inkorporerat många dolda budskap och djup i sin mystiska musik. Första albumet tar till exempel upp teman som Marquis de Sade, Jeanne d'Arc och Maria Callas. Enigmas musik innehåller en del samplingar (se nedan); på E1 är det gregoriansk sång, på E2 och E3 etnisk sång från bl.a. Asien och Sydamerika och på E4 Carl Orffs Carmina Burana. Albumet Voyageur innehåller dock inga samplingar alls. E6 har ett tydligt rymd- och galaxtema medan E7 är mera svårtytt.
Rösterna på Enigmas album tillhör Michael Cretus tidigare hustru Sandra, Angel X, Ruth-Ann Boyle, Louisa Stanley, Andru Donalds, Elisabeth Houghton och Margalida Roig.
Medproducent har varit Jens Gad.
Michael Cretu är kontrakterad av Virgin att ge ut åtta album totalt. Det senaste albumet släpptes 2016.

### Juridiska prövningar
1994 stämdes Cretu av den München-baserade kören Capella Antiqua och dess skivbolag Polydor för intrång i de samplingar som användes i "Sadeness (part I)" och "Mea Culpa". Samplingarna togs från LP:n Paschale Mysterium, utgiven 1976. De musikaliska kompositionerna som sådana var public domain, men Capella Antiqua:s inspelning av dem var upphovsrättsskyddat.
1998 stämde Difang och Igay Duana från Taiwans amisfolk Cretu för otillåten användning av sången i refrängen till "Return to Innocence".
Båda stämningarna gjordes upp, och båda parter beviljades ersättning och kreditering, men anonymiteten som Cretu avsåg att upprätthålla efter utgivningen av det första albumet splittrades på grund av den första rättegången.

## Medlemmar
Nuvarande medlemmar
- Michael Cretu – musik, text, sång, production, arrangering, programmering, ljudtekniker (1990–)

Tidigare medlemmar och bidragande musiker
- David Fairstein – text (1990–2000)
- Frank Peterson (F.Gregorian) – sampling, production, ljudteknik, medkompositör (1990–1991)
- Sandra Cretu – sång, tal (1990–2003)
- Louisa Stanley – tal (1990–1996; 2006)
- Jens Gad – gitarr (1993; 2000–2003), arrangement, medkompositör (2000–2003)
- Peter Cornelius – gitarr (1993–1996)
- Andreas Harde (Andy Jonas / Angel X) – sång (1993)
- Todd Peleg – bakgrundssång (1993–1994)
- Andru Donalds – sång (1999–2008), medkompositör (2008)
- Ruth-Ann Boyle – sång (1999–2003; 2008)
- Elizabeth Houghton – sång (1999-2000)
- Sebastian C. – sång (2008)
- Nikita C. – sång (2008)
- Margarita Roig – sång, medkompositör (2008)
- Nanuk – sång (2008, 2016)
- Alise Ketnere (Fox Lima) – sång, medkompositör (2010)
- Jérôme Pringault (J. Spring) – sång, medkompositör (2010)
- Mark Josher (Marcelo Amaral Pontello) – sång, medkompositör (2010, 2016)
- Rasa Veretenceviene (Rasa Serra) – sång, medkompositör (2010)
- Anggun – sång (2016)
- Aquilo – sång (2016)
- Michael Kunze – text, medkompositör (2016)

## Diskografi

### Album och singlar
- E1: MCMXC a.D. (1990)
  - "Sadeness (Part I)" (1990)
  - "Mea Culpa (Part II)" (1991)
  - "Principles of Lust" (1991)
  - "The Rivers of Belief" (1991)
- E2: The Cross of Changes (1993)
  - "Return to Innocence" (1993)
  - "Age of Loneliness" (1994)
  - "The Eyes of Truth" (1994)
  - "Out From the Deep" (1994)
  - "Age of Loneliness (Carly's Song)" (som soundtrack till filmen "Sliver")
- E3: Le Roi Est Mort, Vive Le Roi! (1996)
  - "Beyond the Invisible" (1996)
  - "T.N.T. For the Brain" (1997)
- Trilogy (1998)
- E4: The Screen Behind The Mirror (2000)
  - "Gravity of Love" (1999)
  - "Push the Limits" (2000)
- Love Sensuality Devotion: The Remix Collection (2001)
- Love Sensuality Devotion: The Greatest Hits (2001)
  - "Turn Around" (2001)
- E5: Voyageur (2003)
  - "Voyageur" (2003)
  - "Following the Sun" (2003)
  - "Boum-Boum" (2003)
- E6: A Posteriori (2006)
  - "Hello & Welcome" (2005)
  - "Goodbye Milky Way" (2006)
  - Eppur si muove (EP) (2006)
- E7: Seven Lives, Many Faces (2008)
  - "Seven Lives" / "La Puerta del Cielo" (2008)
  - "The Same Parents" (2009)
- E8: The Fall of a Rebel Angel (2016)
  - "Sadeness (Part II)" (2016)

### DVD
- Remember the Future (2001)
- MCMXC a.D. – The Complete Video on DVD
- Seven Lives Many Facees (2008)